# More Leaks
More Leaks é o terceiro álbum de compilação do rapper americano YoungBoy Never Broke Again, lançado pelas gravadoras Never Broke Again e Motown em 7 de março de 2025. Ele não apresenta participações especiais, e sua produção ficou a cargo do engenheiro e produtor habitual de YoungBoy, Cheese, com o apoio de Bnyx, F1lthy, Harry Fraud, London on da Track e vários outros produtores. O projeto sucede seu sétimo álbum de estúdio, I Just Got a Lot on My Shoulders (2024), e é o projeto final lançado antes de ele ser libertado da prisão em 24 de março de 2025, duas semanas e três dias após o lançamento da compilação.

## Lançamento e promoção
| Críticas profissionais | Críticas profissionais |
| Avaliações da crítica  | Avaliações da crítica  |
| Fonte                  | Avaliação              |
| ---------------------- | ---------------------- |
| AllMusic               | [ 3 ]                  |

Em 27 de fevereiro de 2025, a página do Instagram da Never Broke Again anunciou que o projeto seria o último antes da libertação de Gaulden da prisão em 27 de julho de 2025, enquanto anunciava que o primeiro single do projeto seria lançado em 28 de fevereiro. O single principal do projeto, "5 Night", foi lançado em 28 de fevereiro.

## Lista de faixas
| Lista de faixas de Top |                       |                                                                                  |                                                             |         |  |
| N.º                    | Título                | Compositor(es)                                                                   | Produtor(es)                                                | Duração |  |
| 1.                     | "Trapped Out"         | Kentrell Gaulden Tavian Carter Jarrian Thompson Eelis Oikarinen David Blom       | TayTayMadeIt PlayboyXO Ele Beatz Blom                       | 2:07    |  |
| 2.                     | "Rich Junkie"         | Gaulden Simone Di Franco Ben Noyse Nicolò Zangheri                               | Simo Fre Bnoise Killer                                      | 2:47    |  |
| 3.                     | "Jingle Bells"        | Gaulden Michael Roberge Lazerick Seymour                                         | Berge.af Zay Tekken                                         | 2:54    |  |
| 4.                     | "5 Night"             | Gaulden London Holmes                                                            | London on da Track                                          | 3:12    |  |
| 5.                     | "Cut Throat"          | Gaulden Maurice Jordan Seth Love Kayshaun Mclean                                 | Kenoe K4 SKeeo                                              | 4:32    |  |
| 6.                     | "On Me"               | Gaulden Rory Quigley                                                             | Harry Fraud                                                 | 3:15    |  |
| 7.                     | "86 Prayers"          | Gaulden Roberge LaBrandon Robertson                                              | Berge.af BrandoBeatz                                        | 3:18    |  |
| 8.                     | "Trap 101"            | Gaulden Benjamin Saint-Fort                                                      | Bnyx                                                        | 3:46    |  |
| 9.                     | "GD Galaxy"           | Gaulden Saint-Fort Richard Ortiz 2EZ                                             | Bnyx F1lthy 2EZ                                             | 3:24    |  |
| 10.                    | "I Need a Doctor"     | Gaulden Roberge                                                                  | Berge.af                                                    | 2:33    |  |
| 11.                    | "Paparazzi"           | Gaulden Jordan Mclean Kenyon Cannon Jr.                                          | Kenoe K4 Rellmadedat                                        | 2:37    |  |
| 12.                    | "Of Late"             | Gaulden Kendale Carter Jeremy Bradley                                            | Shop with Ken JB Sauced Up                                  | 3:16    |  |
| 13.                    | "Dump Truck"          | Gaulden Roberge Aaron Hill                                                       | Berge.af LastWordBeats                                      | 3:11    |  |
| 14.                    | "Letter to the North" | Gaulden Daniel Lebrun Bornot Lebrun Julian Varlet Audrey Ressjeac Niko Schneider | D-Roc Dissan BJondatrakk Neeko Made This                    | 3:45    |  |
| 15.                    | "Demon Seed"          | Gaulden Carter                                                                   | Shop With Ken                                               | 3:08    |  |
| 16.                    | "Hey Hey"             | Gaulden Mclean Kyler Mathis Leo Laitila                                          | Skeeo K10Beatz LL Beatz                                     | 2:04    |  |
| 17.                    | "What You Want Do"    | Gaulden Jason Goldberg Michael Romito Leor Shevah Campbell Rolston-Clemmer       | Cheese Census Leor Shevah Spaceman                          | 2:53    |  |
| 18.                    | "Out My Mind"         | Gaulden Goldberg Braylen Rembert Gabriel Decastro India Williams                 | Cheese Ayo Bleu Decastro India Got Them Beats WadeForTheWin | 2:46    |  |
| 19.                    | "Take Me Slow"        | Gaulden Lebrun Archie Patmore Luke Davies                                        | D-Roc APGoKrazy Sir Luke MadzMadeTheBeat                    | 3:27    |  |
| 20.                    | "She a Demon"         | Gaulden Di Franco Lebrun                                                         | Simo Fre D-Roc                                              | 2:34    |  |
| Duração total:         | Duração total:        | Duração total:                                                                   | Duração total:                                              | 61:36   |  |

## Paradas
| Paradas (2025)                          | Posição de pico |
| --------------------------------------- | --------------- |
| Estados Unidos (Billboard 200)          | 29              |
| Estados Unidos (Top R&B/Hip Hop Albums) | 12              |